# Следнево (Владимирская область)
Следнёво — деревня в Александровском муниципальном районе Владимирской области России, входит в состав Следнёвского сельского поселения.

## География
Деревня расположена в 6 км на запад от города Александрова.

## История
В XIX — начале XX века деревня входила в состав Александровской волости Александровского уезда. В 1859 году в деревне числилось 25 дворов, в 1905 году — 32 двора, в 1926 году — 33 двора.
С 1929 года деревня входила в состав Долматовского сельсовета Александровского района, с 1941 года — в составе Струнинского района, с 1965 года — в составе Александровского района, с 1967 года — центр Следнёвского сельсовета, с 2005 года — центр Следнёвского сельского поселения.

## Население
| 1859 | 1905 | 1926 | 2002 | 2010 | 2021 |
| ---- | ---- | ---- | ---- | ---- | ---- |
| 172  | ↗195 | ↘172 | ↗414 | ↗450 | ↗487 |

## Инфраструктура
В деревне имеются Долматовская основная общеобразовательная школа № 16, детский сад, отделение связи. Имеется автобусная остановка, от которой можно доехать до Струнино и Александрова.

## Галерея

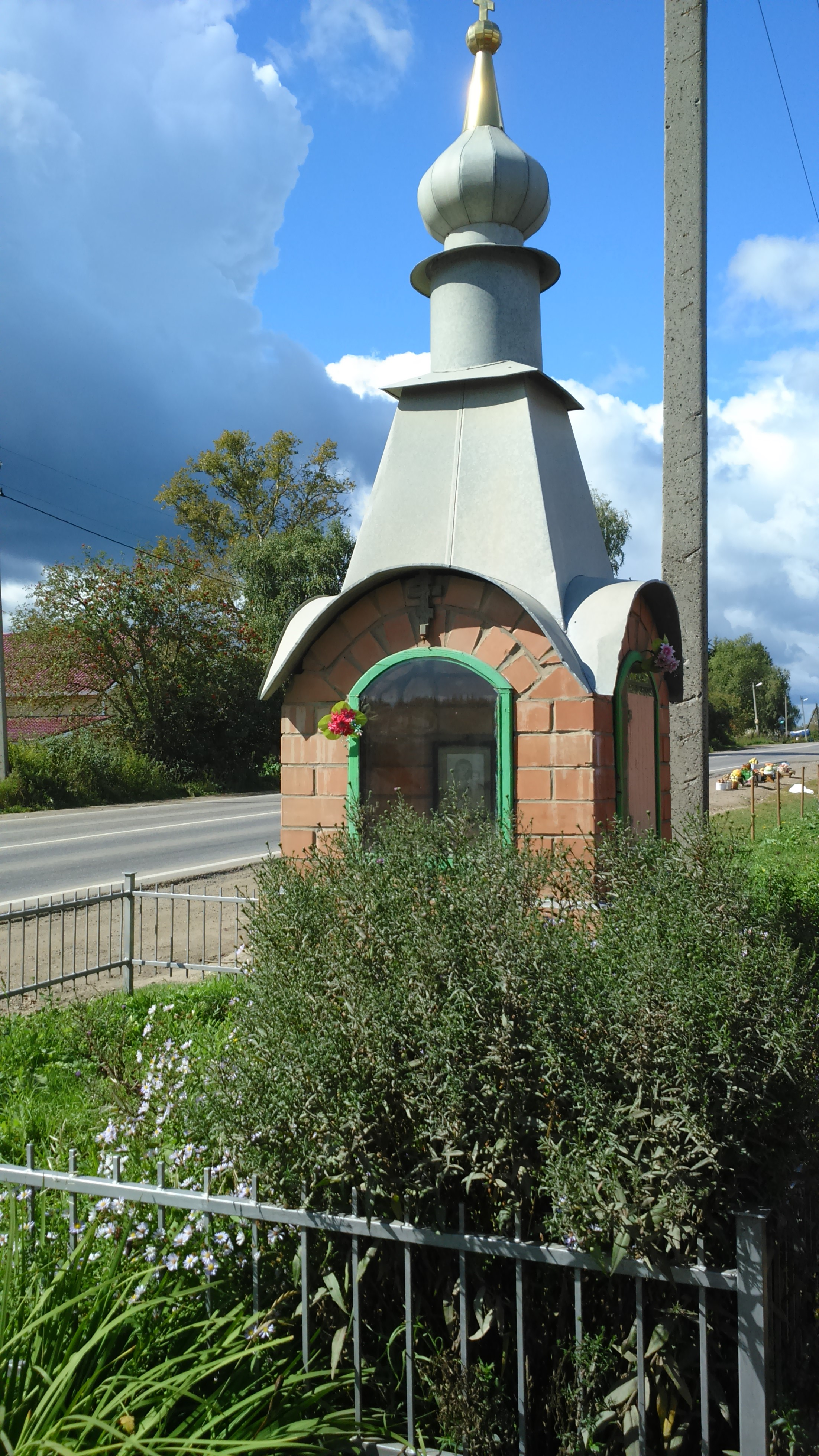
Часовня с иконой на трассе Р75
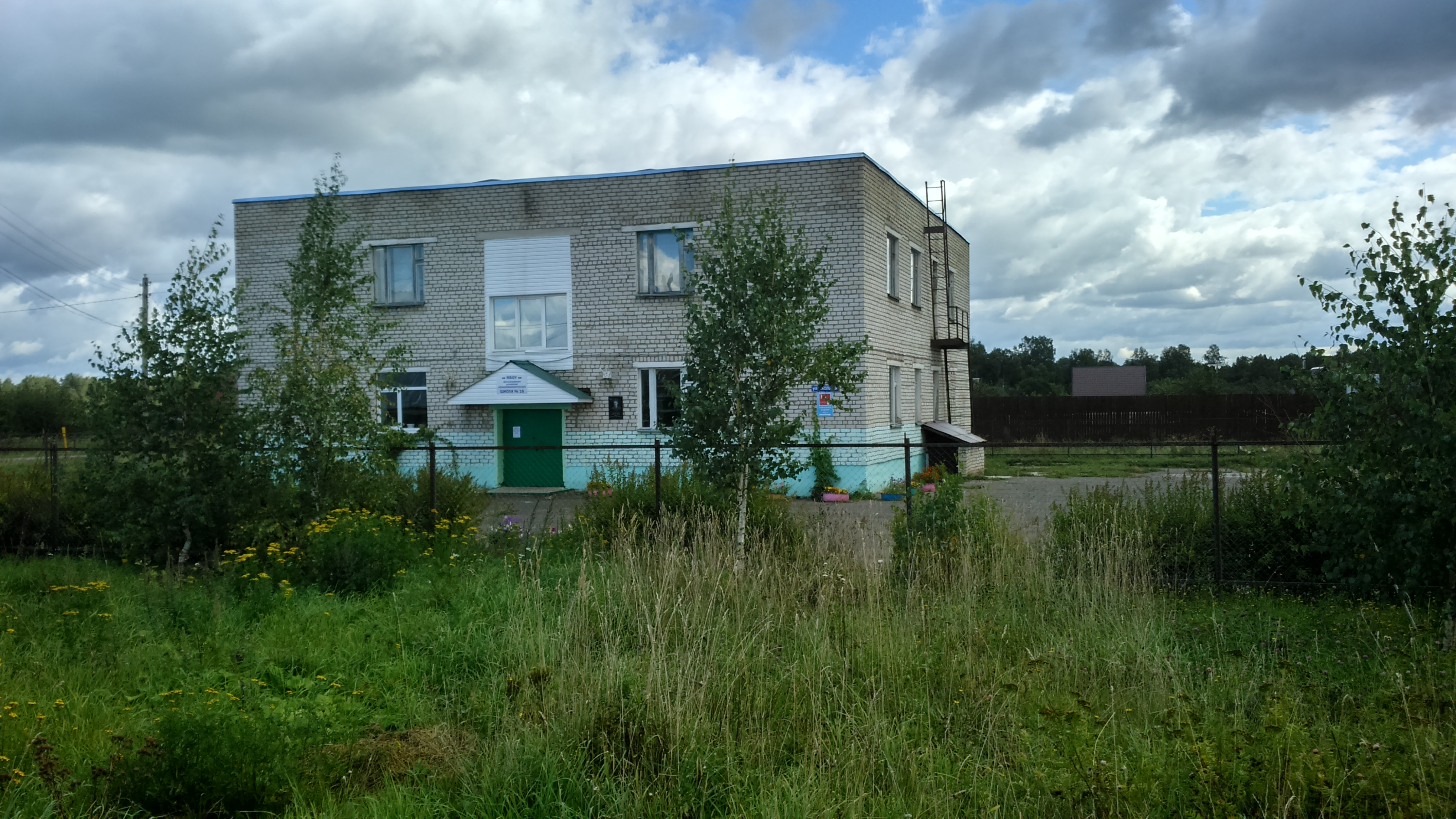
Здание основной школы (официально — Долматовская основная школа)
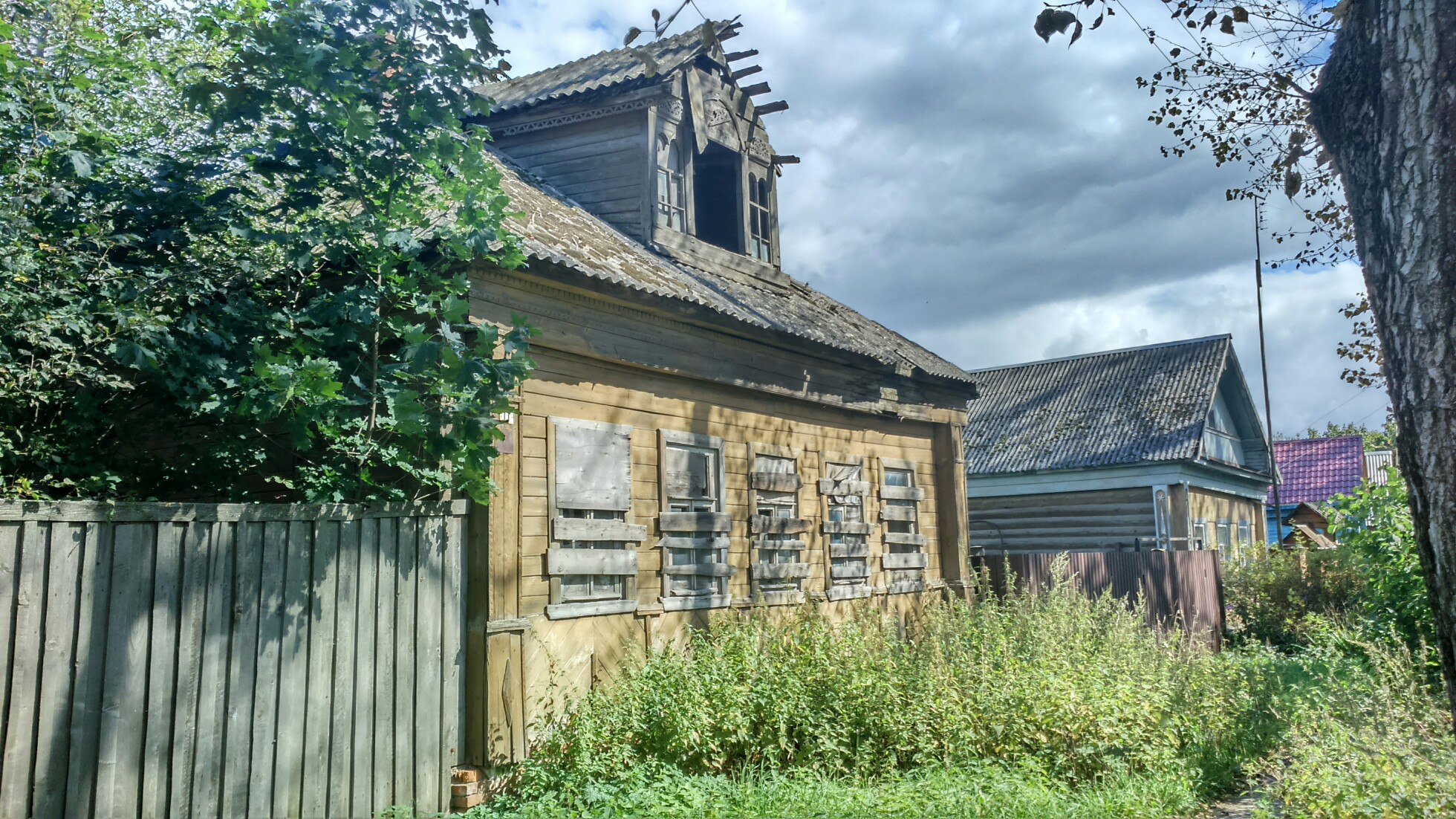
Дом жителей деревни